# Rhythm of the Night (chanson)
Cet article concerne la chanson de DeBarge. Pour la chanson de Corona, voir The Rhythm of the Night.
Pour les articles homonymes, voir Rhythm of the Night (homonymie).
Singles de DeBarge
Love Me in a Special Way
(1983) Who's Holding Donna Now
(1985)
Clip vidéo
[vidéo] « Rhythm of the Night », sur YouTube
Rhythm of the Night est une chanson du groupe américain DeBarge, parue sur leur quatrième album Rhythm of the Night. Elle est sortie en tant que premier single de l'album le 23 février 1985 sur le label Motown. La chanson est écrite par Diane Warren.

## Liste de titres
| 1. | Rhythm of the Night | 3:47 |
| 2. | Queen of My Heart   | 5:25 |

| A. | Rhythm of the Night | 6:45 |
| B. | Queen of My Heart   | 3:30 |

## Classements
| Classement (1985)                      | Meilleure position |
| -------------------------------------- | ------------------ |
| Afrique du Sud (Springbok Top 20)      | 5                  |
| Allemagne de l'Ouest (Media Control)   | 19                 |
| Australie (Kent Music Report)          | 5                  |
| Belgique (Flandre Ultratop 50 Singles) | 7                  |
| Canada (RPM Top Singles)               | 3                  |
| États-Unis (Hot 100)                   | 3                  |
| États-Unis (Adult Contemporary)        | 1                  |
| États-Unis (R&B/Hip-Hop Songs)         | 1                  |
| France (SNEP)                          | 50                 |
| Irlande (IRMA)                         | 5                  |
| Nouvelle-Zélande (RMNZ)                | 3                  |
| Pays-Bas (Nederlandse Top 40)          | 4                  |
| Pays-Bas (Single Top 100)              | 11                 |
| Royaume-Uni (UK Singles Chart)         | 4                  |
| Suisse (Schweizer Hitparade)           | 24                 |

| Classement (1985)             | Position |
| ----------------------------- | -------- |
| Belgique (Flandre Ultratop)   | 55       |
| Pays-Bas (Nederlandse Top 40) | 42       |
| Pays-Bas (Single Top 100)     | 74       |

## Historique de sortie
| Pays   | Date            | Format                  | Label(s)         | Réf   |
| ------ | --------------- | ----------------------- | ---------------- | ----- |
| Divers | 23 février 1985 | 45 tours, maxi 45 tours | - Motown - Gordy | [ 1 ] |